# Стивен Беркоф
Лесли Стивен Беркс (енгл. Leslie Steven Berks; Степни, 3. август 1937), професионално познат као Стивен Беркоф (енгл. Steven Berkoff), енглески је глумац, аутор, драматург, сценариста и позоришни редитељ.
Као филмски глумац, најпознатији је по улогама негативаца у бројним холивудским филмовима, мада је често глумио и људе од ауторитета. Неке од тих улога су улога потпуковника Подовског у филму Рамбо: Прва крв део II, генерала Орлова у филму о Џејмсу Бонду Октопуси, Виктора Мејтленда у филму Полицајац са Беверли Хилса и Адолфа Хитлера у ТВ мини серији Рат и сећање.